# Allerta AMBER
L'allerta AMBER (AMBER Alert, acronimo di America's Missing: Broadcast Emergency Response) è un sistema di allarme nazionale in caso di sospetto rapimento di minore, adottato nel 2002 dagli Stati Uniti e dal Canada (nelle province di Alberta, Ontario e Columbia Britannica). Nel marzo 2011, il medesimo sistema, con alcune varianti, è stato adottato anche dallo stato australiano del Queensland (2005) e dagli stati di Francia (dal 2006, Dispositif Alerte-Enlèvement), Malaysia (2007, Nurin Alert), Paesi Bassi (2008) e Irlanda (2009). L'allerta AMBER viene utilizzata nei casi di rapimento che coinvolgono bambini e prevede continui messaggi di allerta attraverso il sistema radio-televisivo, di telefonia mobile e la segnaletica stradale elettronica.
Il sistema prende il nome da Amber Hagerman (25 novembre 1986 – 15 gennaio 1996), una bambina di 9 anni rapita in Texas il 13 gennaio del 1996 e poi uccisa dal suo rapitore. L'omicidio, ancora irrisolto, ispirò nel 1998 un primo sistema di allarme chiamato Alert Notification System (ANS). Il sistema creato dalla Child Alert Foundation - una organizzazione non governativa della Pennsylvania - fu esteso nel 2002 a tutto il territorio nazionale statunitense, sotto la gestione della National Center for Missing and Exploited Children, una fondazione privata finanziata dal Dipartimento della giustizia degli Stati Uniti d'America.